# HD 43197 b
HD 43197 b (també conegut HIP 29550 b) és un planeta extrasolar que orbita l'estel de tipus G HD 43197, una subgegant de la seqüència principal. s'hi troba a aproximadament 179 anys llum en la constel·lació del Ca Major. Aquest planeta té almenys tres cinquenes parts de la massa de Júpiter i el seu període orbital és de 0,9 anys, amb un semieix major de 0,0868 ua. No obstant això, a diferència de la majoria dels exoplanetes coneguts, la seva excentricitat es desconeix, però és habitual que es desconega la seva inclinació. Aquest planeta va ser detectat per HARPS el 19 d'octubre de 2009, juntament amb altres 29 planetes. L'astrònom Wladimir Lyra (2009) ha proposat Arctophonus com a possible nom per a HD 43197 b.
El planeta HD 43197 b es diu Equiano. Nigèria va seleccionar el nom a la campanya NameExoWorlds durant el centenari de la UAI. Equiano va ser un escriptor i abolicionista d'Ihiala, Nigèria, que va lluitar contra la injustícia i l'eliminació del tràfic d'esclaus.